# 布里 (伊勒-维莱讷省)
布里（法語：Brie，法語發音：[bʁi] ⓘ）是法国伊勒-维莱讷省的一个市镇，位于该省东南部，属于雷恩区。

## 地理
布里（47°57'7"N, 1°32'14"W）面积13.56 平方千米，位于法国布列塔尼大區伊勒-维莱讷省，该省份为法国西北部沿海省份，位于布列塔尼半岛东部，北濒大西洋，西接阿摩尔滨海省和莫尔比昂省，南至大西洋卢瓦尔省，西南端接曼恩-卢瓦尔省，东临马耶讷省，东北与芒什省接壤。
与布里接壤的市镇（或旧市镇、城区）包括：尚特卢、科尔尼、讓澤、索尔尼耶尔。
布里的时区为UTC+01:00、UTC+02:00（夏令时）。

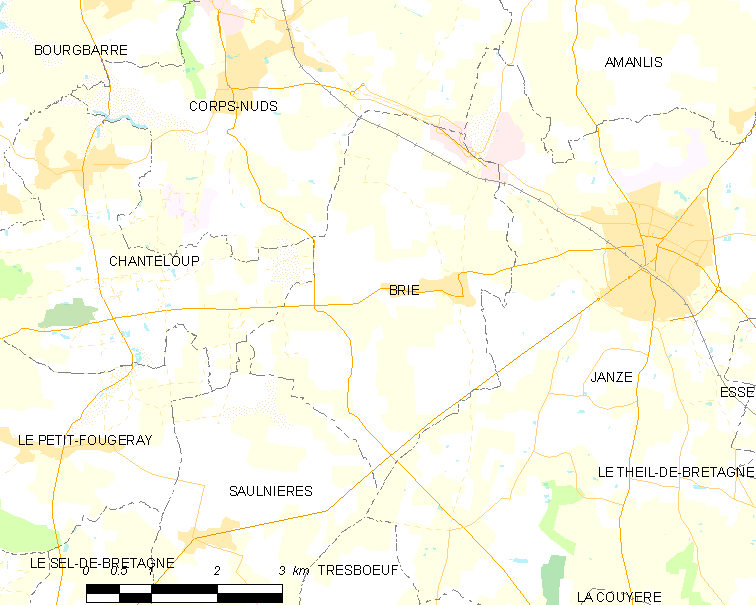
布里的OSM定位图

## 行政
布里的邮政编码为35150，INSEE市镇编码为35041。

## 政治
布里所属的省级选区为让泽县。

## 交通
伊勒-维莱讷省省道D48线和D93线在市中心交汇，省道D163线从西边经过。

## 人口

1962-2008年间布里人口变化图示

布里于2022年1月1日时的人口数量为1014人。